# Karl Gieth
Karl Gieth, eigentlich Carl Konrad Gieth (* 15. November 1904 in Lübeck; † 6. März 2001 ebenda) war ein deutscher Maler, Grafiker und Keramiker.

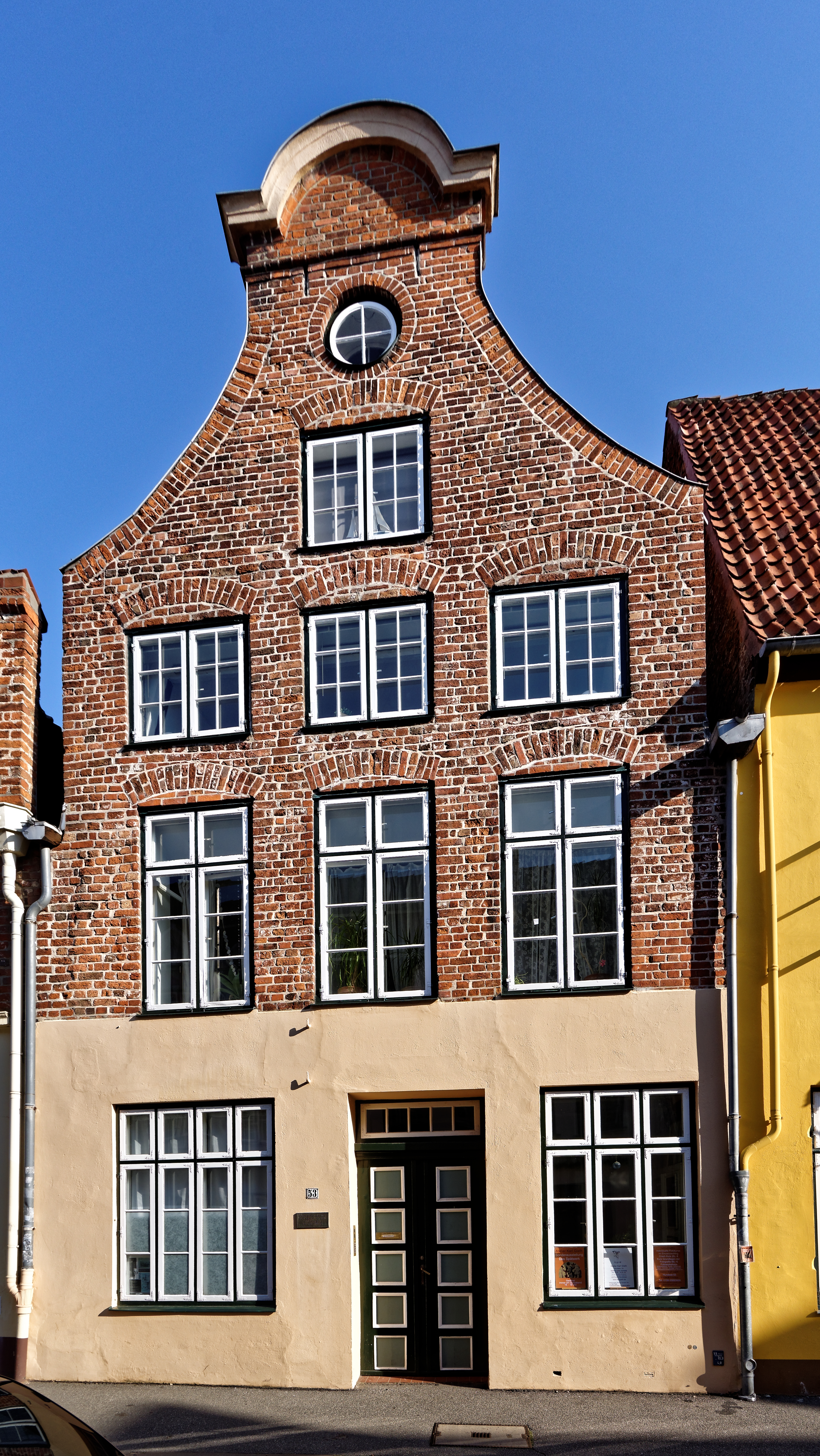
Atelier und Wohnhaus Gieth in der Hundestraße 53 der Lübecker Altstadt

Karl Gieth stammte aus einer Töpferfamilie. Er war ein Sohn des Töpfermeisters und Ofensetzers Robert Gieth und wuchs im seit 1750 im Familienbesitz befindlichen Elternhaus mit Werkstatt in der Lübecker Fischergrube 63 auf. Von 1923 bis 1925 absolvierte er eine Ausbildung als Dekorateur und studierte dann bis 1928 an der Landeskunsthochschule Hamburg. Bis 1937 war er als Werbegrafiker in verschiedenen deutschen Städten (Dortmund, Bonn, Augsburg, Königsberg) tätig und legte dann eine Gesellenprüfung im Bereich Keramik ab. Er trat in die bereits bestehende Bau- und Kunsttöpferei von Karl Klippel ein, die nunmehr als Hansische Bau- und Kunsttöpferei Klippel & Gieth firmierte und zahlreiche öffentliche Aufträge ausführte. Von 1940 bis 1945 nahm Gieth als Soldat am Zweiten Weltkrieg teil. Nach dem Krieg betätigte er sich in Lübeck zunächst als freischaffender Maler und Grafiker. Als am 11. Februar 1946 die Gemeinschaft Lübecker Maler und Bildhauer gegründet wurde, wählte man Curt Stoermer zum 1. Vorsitzenden und Karl Gieth zum 2. Vorsitzenden; von 1952 bis 1975 hatte er das Amt des 1. Vorsitzenden inne. Von 1951 bis 1973 arbeitete er als Kunsterzieher am Carl-Jacob-Burckhardt-Gymnasium und dem Katharineum in Lübeck. In seinen letzten Lebensjahren war er in seinem Wohnhaus und Atelier in der Hundestraße 53 wieder als Künstler tätig.
Gieth arbeitete in seinem umfangreichen Werk mit unterschiedlichen Materialien, Gattungen und Stilen. Einen weiten Raum nehmen Zeichnungen ein, so Impressionen zu verschiedenen meist europäischen Städten, denen er Reisebilder widmete. Auch die Heimat Lübeck, die Nord- und Ostsee spielen in seinen Bildern eine wichtige Rolle. Von Gieth stammen auch mehrere Mosaiken. Im Spätwerk dominieren Aquarelle und farbige Kompositionen, die sich der abstrakten Malerei annähern.
An ihn erinnerte 2004 in Lübeck eine kleine Ausstellung. Ein Großteil seiner Arbeiten befindet sich in seinem früheren Wohnhaus.

## Schriften
- Georg Fink: Lübeck: Der Lebensweg einer Hansestadt. Buchschmuck: Karl Gieth, Lübeck: Nöhring 1936
- Gustav Lindtke: Die Gemeinschaft Lübecker Maler und Bildhauer; in: Künstler in Lübeck 1946–1986, Dokumentation der Gemeinschaft Lübecker Maler und Bildhauer, Veröffentlichung des Senats der Hansestadt Lübeck, Amt für Kultur, Reihe A, Heft XXIV, Werkstätten-Verlag Lübeck 1986, ISBN 3-925402-30-6